# Gliwice Arena
La Gliwice Arena è un'arena coperta a Gliwice, nella Polonia sud-occidentale. Con i suoi 13.384 posti a sedere (con una capienza massima di 17.178 per concerti), è uno degli stadi coperti più ampi del paese.

## Storia
La costruzione dell'arena è iniziata nel 2013 in seguito alla demolizione del precedente stadio. Inizialmente la città di Gliwice contava sul supporto finanziario da parte dell'Unione europea, ma in seguito al rifiuto da parte di questa, è stato deciso di procedere con la costruzione utilizzando i fondi cittadini. L'arena, il cui completamento era atteso per il 2015, è stata inaugurata il 12 maggio 2018. Il budget originale di 321 milioni di złoty è stato sforato del 31%, con una spesa totale di 420,4 milioni.

## Descrizione
La Gliwice Arena ha un parcheggio su due livelli, per un totale di 800 posti auto; il livello superiore viene anche utilizzato per eventi ed esibizioni all'aria aperta. La struttura è progettata per venire incontro ai bisogni delle persone disabili, ai quali sono riservati 72 posti auto. L'arena include anche una palestra e una sala per gli allenamenti, che vanta della parete artificiale da scalata più alta d'Europa.

## Eventi
Il primo evento ad aver luogo nella Gliwice Arena è stato la gara di corsa femminile Bieg Kobiet Zawsze Pier(w)si, organizzata il 6 maggio 2018 per raccogliere fonti per la ricerca contro il cancro al seno. La cerimonia d'inaugurazione ufficiale della struttura è avvenuta la settimana successiva, il 12 e 13 maggio 2018. Il DJ olandese Armin van Buuren è stato il primo a tenere qui un concerto il successivo 31 maggio.
Il 6 marzo 2019 è stato confermato che l'Unione europea di radiodiffusione e Telewizja Polska hanno scelto la Gliwice Arena per ospitare il Junior Eurovision Song Contest 2019 lo stesso novembre in seguito alla vittoria polacca dell'edizione precedente con Roksana Węgiel.